# Wetterstein

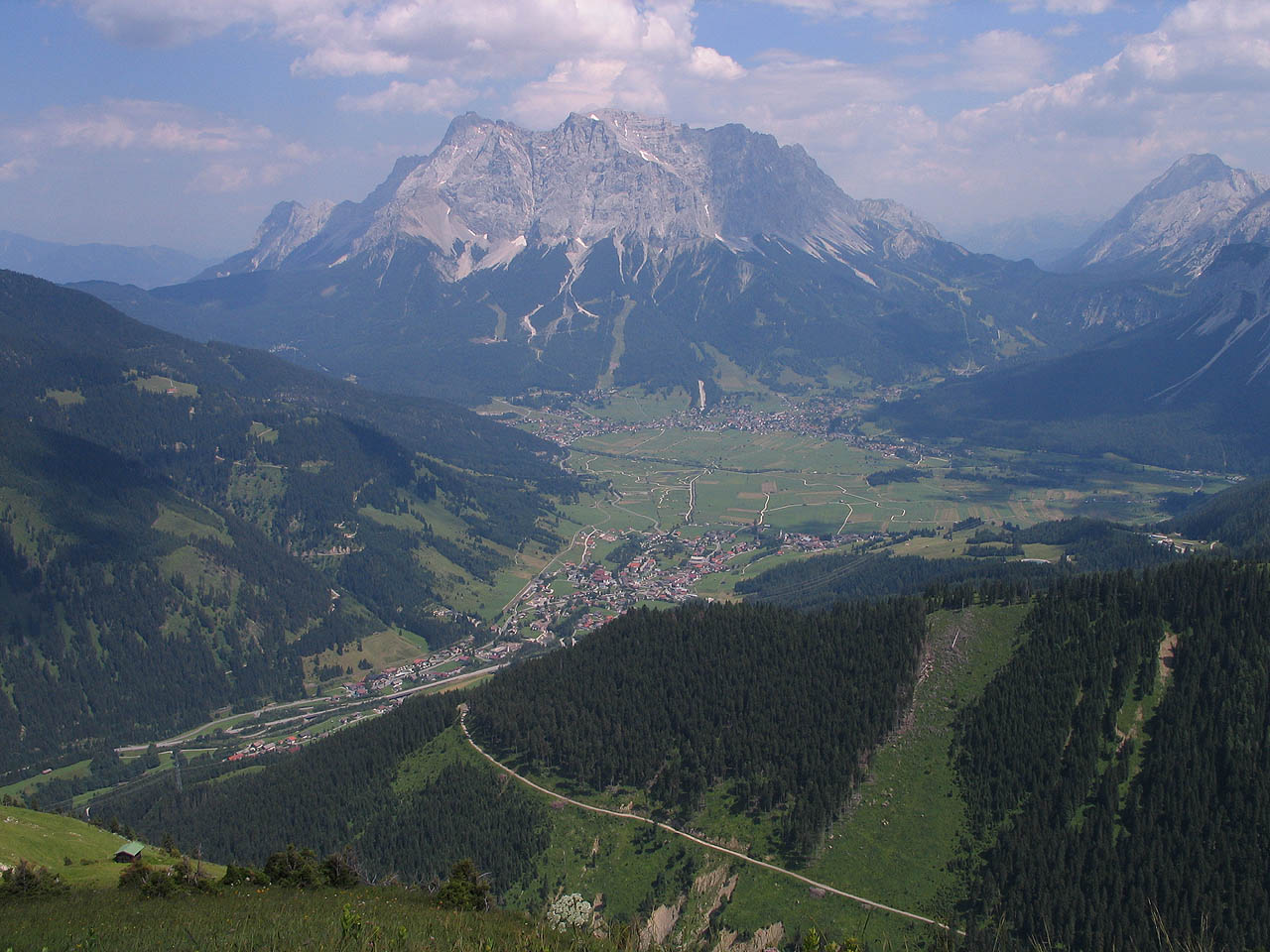
Zugspitze - 2962 m

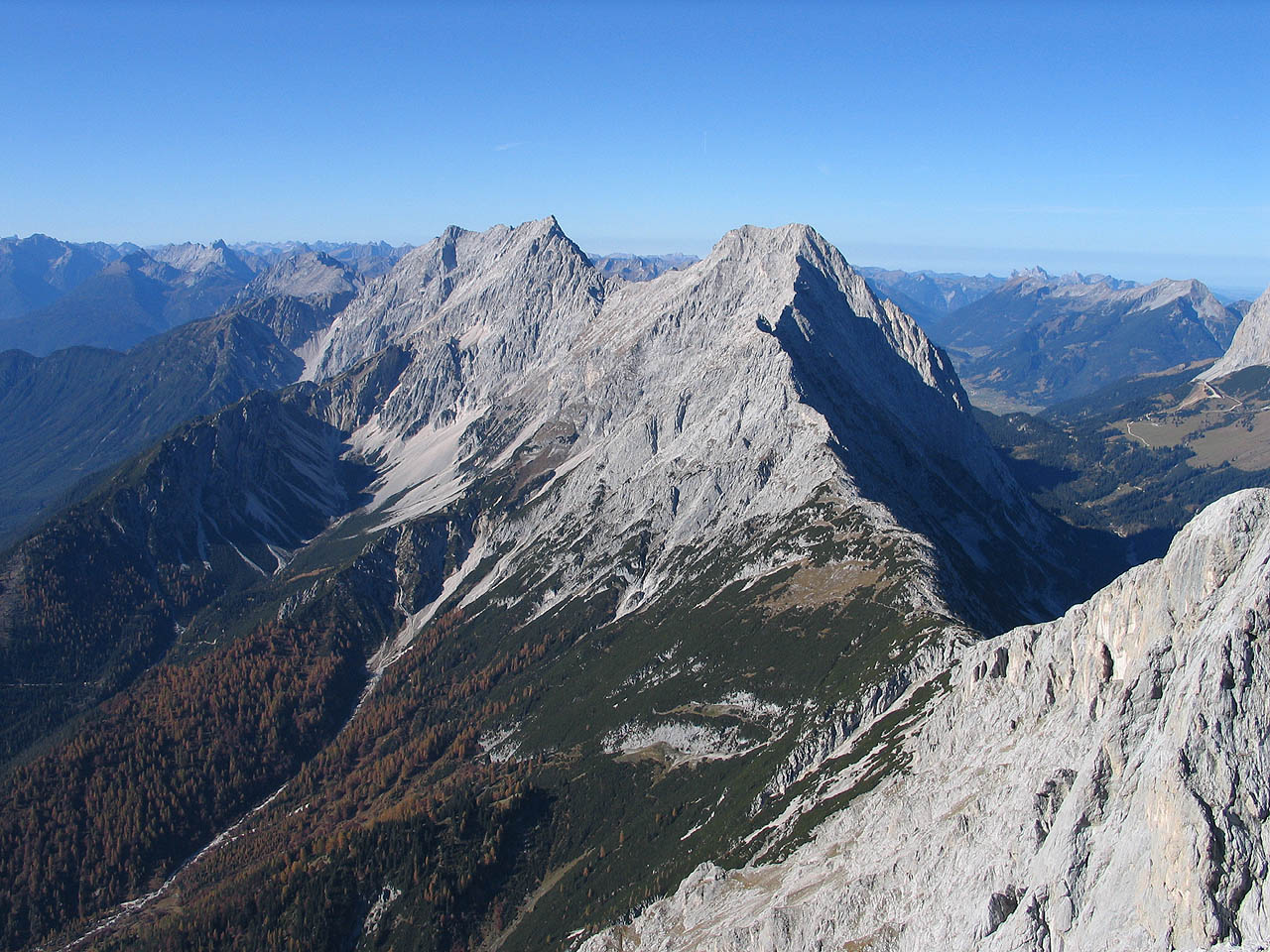
Hochplattig - 2768 m

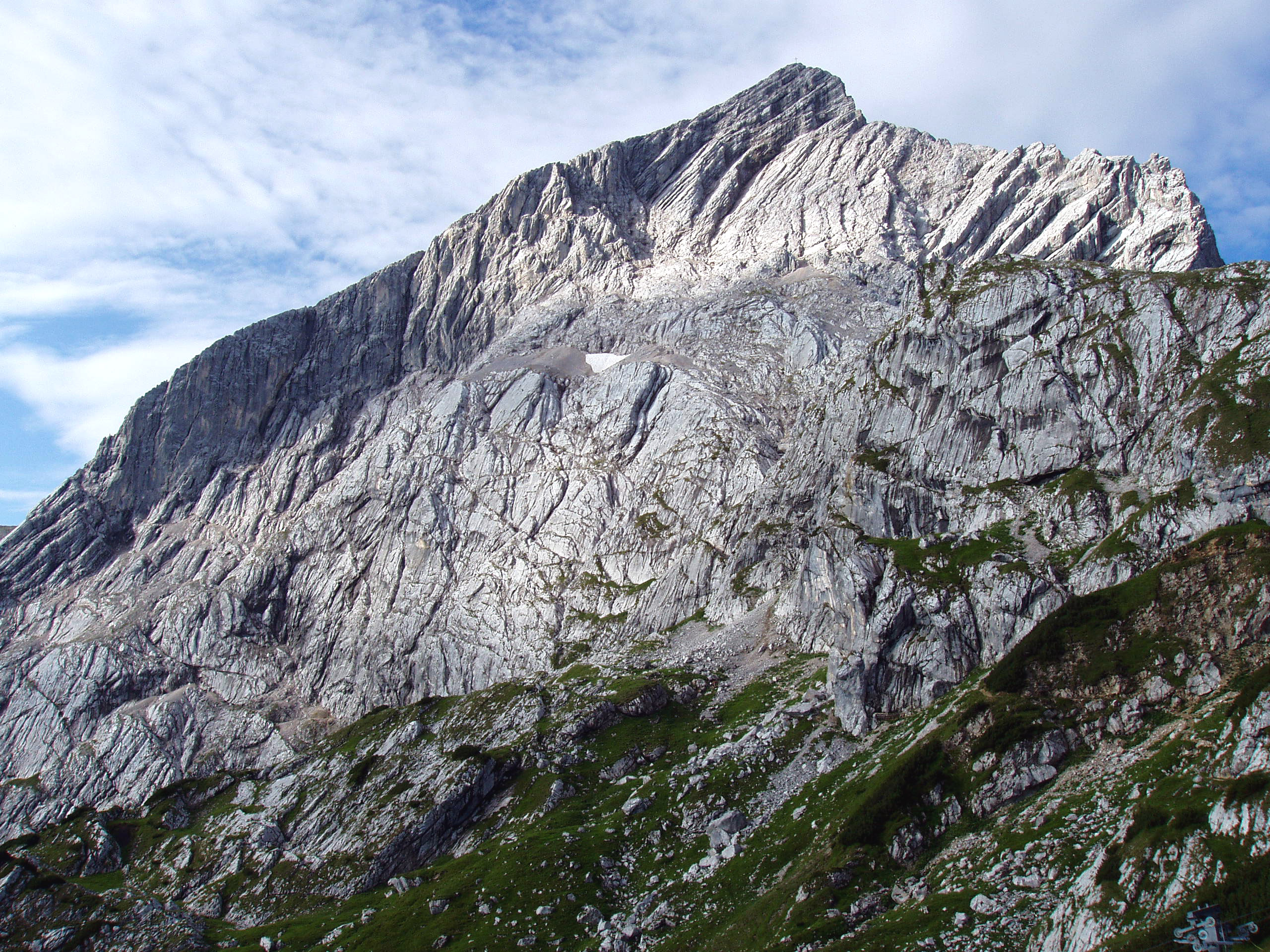
Alpspitze - 2629 m

Wetterstein je masivní vápencové pohoří nacházející se na hranicích Německa (Bavorsko) a Rakouska (Tyrolsko). Pohoří tvoří dva souběžně ležící hřebeny Wetterstein a Mieminger Kette (někdy bývá řazen jako samostatný masiv), převyšující své okolí o více než 2 000 m. Hřeben Mieminger Kette leží již celým svým územím v Rakousku. Pohoří se svými strmými štíty z kompaktního vápence je oblíbené mezi horolezci a vysokohorskými turisty.

## Poloha
Ohraničení pohoří na jihu je dáno tokem řeky Inn, na západě tvoří hranici silniční sedlo Fernpass a údolí potoka Loisach, kterým je ohraničeno i ze severu. Na východě dělí od masivu Karwendel potok Drahn Bach.

## Členění
Pohoří se vyjma dvou hlavních celků Wetterstein a Mieminger Kette dělí ještě na několik menších celků – hřebenů, stýkajících se v jednom bodě, vrcholu Zugspitze. Na severu je to malá skupina Riffelwandkamm a nejvyšší patro pohoří, Zugspitze-Platt-Umrahmunggruppe, kde leží nejvyšší vrchol pohoří a zároveň nejvyšší vrchol Německa – Zugspitze (2 962 m). Na tuto vysokou skupinu plynule navazuje hřeben Wetersteinkamm, který končí u města Mittenwald, na hranicích. Hřeben Mieminger Kette se dělí na dva podcelky – západní masiv Grünstein a východní hřeben Hohe Munde. Nejvyšší vrchol masivu je Hochplattig (2 768 m). Poslední skupinou je Arnstock v blízkosti města Scharnitz.

### Nejvýznamnější vrcholy
- Zugspitze (2 962 m)
- Schneefernerkopf (2 875 m)
- Zugspitzeck (2 820 m)
- Hochplattig (2 768 m)
- Nördliche Wetterspitze (2 750 m)
- Mittlere Wetterspitze (2 750 m)
- Hochwanner (2 746 m)
- Mittlere Höllentalspitze (2 745 m)
- Innere Höllentalspitze (2 743 m)
- Äußere Höllentalspitze (2 721 m)
- Östliche Wetterspitze (2 720 m)
- Hochblassen (2 706 m)
- Leutascher Dreitorspitze (2 682 m)
- Hohe Munde (2 662 m)
- Partenkirchner Dreitorspitze (2 633 m)
- Alpspitze (2 629 m)
- Schüsselkarspitze (2 538 m)
- Oberreintalschrofen(2522 m)
- Öfelekopf (2 479 m)
- Musterstein (2 478 m)
- Großer Waxenstein (2 277 m)
- Große Arnspitze (2 196 m)
- Osterfelderkopf (2 050 m)
- Schachen (1 866 m)
- Hoher Kranzberg (1 391 m)
- Eckbauer (1 239 m)

## Příroda
Kombinace horských luk a strmých skal se zdá být jedinečnou jako životní prostor pro mnohé druhy zvířat, jako je např. kamzík, svišť, zmije obecná, orel skalní či kuna lesní, kterých zde žije mnoho druhů.

## Turismus
V pohoří si přijdou na své především milovníci horolezectví a zajištěných cest, ale i sváteční turisté využívající četné lanovky. Také zde najdeme několik jezer (např. Seebeseen).

Německá sekce horského spolku Alpenverein spravuje v pohoří Wetterstein celkem 6 chat: Münchner Haus (2 964 m), Meilerhütte (2 366 m), Knorrhütte (2 052 m), Kreuzeckhaus (také známá jako Adolf-Zoeppritz-Haus, 1 652 m), Höllentalangerhütte (1 379 m) a Reintalangerhütte (1 366 m). Mimo tyto se turistům nabízejí také horské chaty patřící turistickým klubům a přátelům přírody (Naturfreunde): Schachenhaus (1 866 m) a Wiener Neustädter Hütte (2 209 m). Najdeme zde také několik bivaků: Waxensteinhütte (také Aiplehütte). V dolině Oberreintalkar je Oberreintal hütte, dále Schüsselkarbiwak (2 530 m) a Hoellentalgrat hütte. V pohoří Wetterstein je ještě pár soukromých chat: např. Kreuzjochhaus odkud je jedno z nejhezčích panoramat „Bavorských Alp“ v létě a v zimě se jedná o velmi oblíbené místo lyžařů ležící nad střediskem Garmisch-Partenkirchen.

### Horolezectví
Wetterstein je horolezecky významné pohoří. Z jižní strany je důležitá 400metrová stěna Schüsselkarspitze, ze severní strany je mnoho krásných a významných horolezeckých túr v údolí Oberreintal s horolezeckou chatou Oberreintalhütte. Pro horolezce hledající pohodové lezení s pohodlným přístupem je pak dobrým cílem severní stěna Alpspitze a Bernadeinwand. Mezi zajímavé cíle, i na zimu, patří Jubiläumsgrat, částečně zajištěný hřeben táhnoucí se přes několik vrcholů mezi Alpspitze a Zugspitze. Túry v severní části pohoří jsou popsány v horolezeckém průvodci Wetterstein Nord.

### Zajištěné cesty
V masivu Wetterstein nalezneme nepřeberné množství zajištěných cest všech obtížností, zde jen výběr těch nejzajímavějších:
- Südensteig Ehrwalder Sonnenspitze velmi náročná cesta jdoucí k vrcholu Ehrwalder Sonnenspitze (obtížnost E)
- Höllentalsteig procházející údolím Höllental k chatě Höllentalhütte na severní straně Zugspitze (obtížnost B/C)
- Zugspitze west weg je západní variantou výstupu na nejvyšší vrchol (obtížnost B/C)
- Seeben klettersteig prostupující stěnu Seebenwand (obtížnost D)
- Alpspitz-Ferrata (obtížnost B/C), pohodlný přístup z lanovky[5]
- Alpspitze Nordwandsteig je severní cesta na vrchol Alpspitze (obtížnost B/C), často se kombinuje s Alpspitz ferratou do okruhu[6]
- Alpspitze Mauerläufersteig (obtížnost D/E) je nová náročná ferrata na Bernadeinkopf v sousedství Alpspitze s pohodlným přístupem z horní stanice lanovky[7]
- Brunntalgratsteig od chaty Knorrhütte na hřeben Jubiläumsgrat
- Crazy Eddy I je extrémní ferrata ve stěně Grünbergwand, mající ještě svou druhou variantu (obtížnost E)
- Tajakante klettersteig dosahující vrcholu Vordere Tajakopf jižně od Zugspitze (obtížnost E)

### Externí odkazy

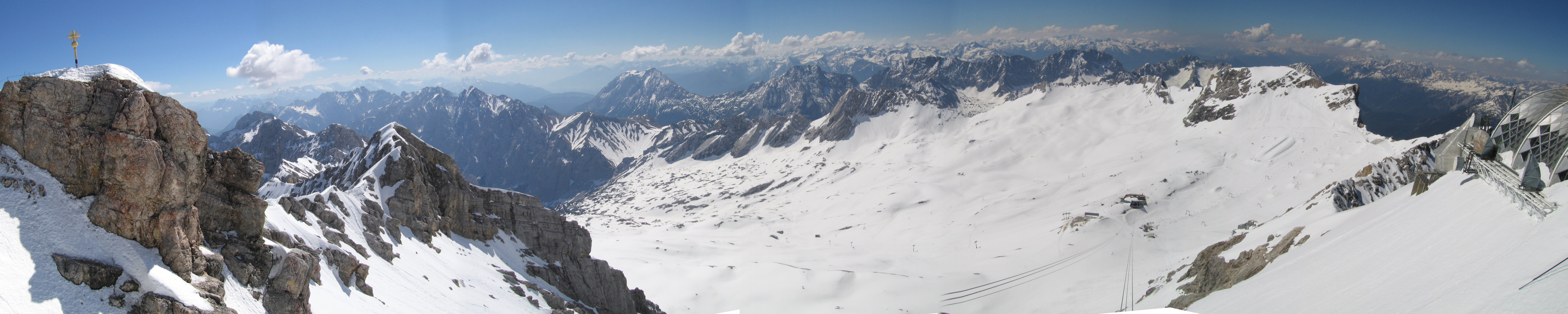
Panorama pohoří z vrcholu Zugspitze

## Sídla

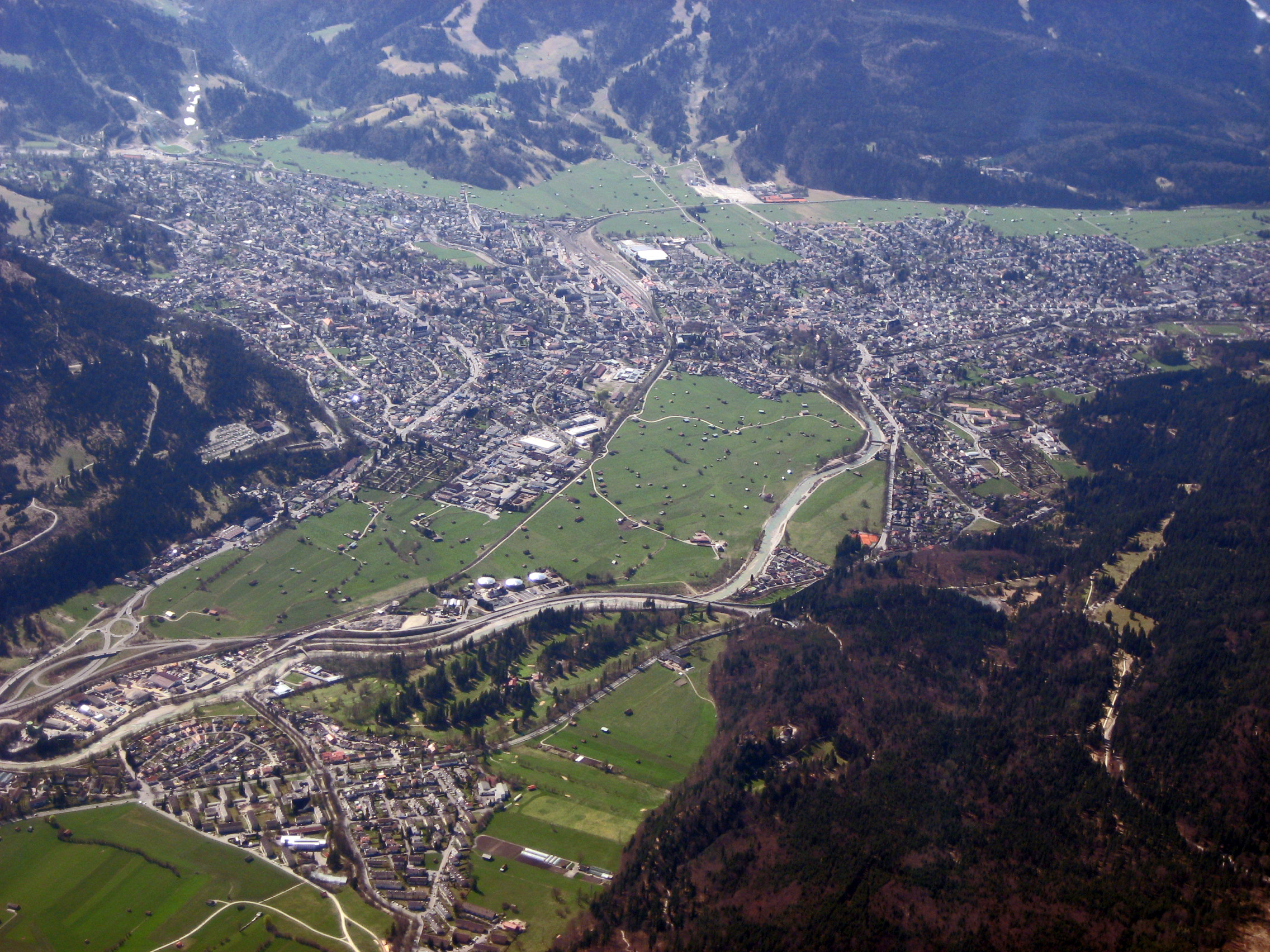
Letecký pohled na GA-PA

- Ehrwald
- Garmisch-Partenkirchen
- Mittenwald
- Telfs
- Seefeld in Tirol